# Saint-Martin-de-Villeréal
Saint-Martin-de-Villeréal é uma comuna francesa na região administrativa da Nova Aquitânia, no departamento Lot-et-Garonne. Estende-se por uma área de 8 km². Em 2010 a comuna tinha 108 habitantes (densidade: 13,5 hab./km²).